# Fanfan
Fanfan es una película francesa de 1993 escrita y dirigida por Alexandre Jardin y protagonizada por Sophie Marceau y Vincent Perez. Está basada en la exitosa novela publicada por el propio director en 1990.

## Sinopsis
Alexandre (Vincent Perez) está frustrado con su prometida, Laure (Marine Delterme), cuya idea de un regalo romántico de San Valentín es un par de zapatillas. La pasión y la magia de su noviazgo inicial han sido reemplazadas por la rutina y el aburrimiento. Buscando un respiro, Alexandre visita la cabaña frente al mar de sus amigos Ti (Gérard Séty) y Maude (Micheline Presle). Allí conoce a una hermosa joven, Fanfan (Sophie Marceau), quien lo hace plantear su vida amorosa.

## Reparto
- Sophie Marceau es Fanfan.
- Vincent Perez es Alexandre.
- Marine Delterme es Laure
- Gérard Séty es Ti.
- Bruno Todeschini es Paul.
- Micheline Presle es Maude.[3]